# Sporrsjön
Sporrsjön är en sjö i Strömsunds kommun i Jämtland och ingår i Ångermanälvens huvudavrinningsområde. Sjön är 5 meter djup, har en yta på 9,42 kvadratkilometer och befinner sig 276 meter över havet. Sjön avvattnas av vattendraget Faxälven.

## Delavrinningsområde
Sporrsjön ingår i det delavrinningsområde (707343-149680) som SMHI kallar för Utloppet av Sporrsjön. Medelhöjden är 293 meter över havet och ytan är 38,24 kvadratkilometer. Räknas de 751 avrinningsområdena uppströms in blir den ackumulerade arean 6 536,56 kvadratkilometer. Faxälven som avvattnar avrinningsområdet har biflödesordning 2, vilket innebär att vattnet flödar genom totalt 2 vattendrag innan det når havet efter 168 kilometer. Avrinningsområdet består mestadels av skog (62 procent). Avrinningsområdet har 9,92 kvadratkilometer vattenytor vilket ger det en sjöprocent på 25,9 procent.